# Medalla de la França Alliberada

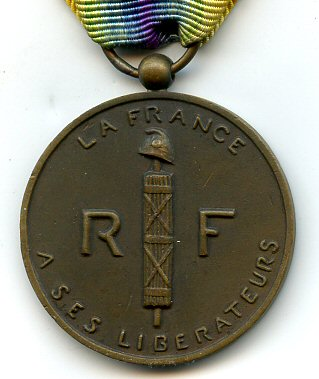
Revers de la medalla

La Medalla de la França Alliberada (francès: Médaille de la France Libérée) és una condecoració militar francesa, creada el 12 de setembre de 1947.
Era atorgada a:
- Els militars en actiu que hagin aportat una contribució efectiva per mitjà d'accions individuals a l'alliberament dels territoris metropolitans i de la Unió Francesa i dels territoris sota el seu mandat entre el 10 de juny de 1940 i el 20 d'agost de 1945, a condició expressa que no posseeixin la Legió d'Honor per fets de Resistència, l'Orde de l'Alliberament, la Medalla Militar per fets de Resistència, la Medalla de la Resistència o la Medalla del Reconeixement Francès per Fets de la Resistència.
- Els militars d'exèrcits aliats que hagin participat en operacions de guerra en terra, mar o aire als territoris metropolitans i de la Unió Francesa o dels territoris sota el seu mandat entre el 3 de setembre de 1939 al 20 d'agost de 1945.
- Els francesos, aliats o no, que van demostrar haver, mitjançant accions individuals, aportat una contribució efectiva a l'alliberament dels territoris metropolitans i de la Unió Francesa o dels territoris sota el seu mandat entre el 18 de juny de 1940 i el 20 d'agost de 1945.

Va ser creada com a "Medalla del Reconeixement de la França Alliberada", per tal de commemorar l'alliberament de la nació. El nom finalment es modificà mitjançant decret del 16 de juny de 1948.
Pot ser atorgada a difunts, però des del 20 d'abril de 1951 no pot ser atorgada als titulars de:
- La Legió d'Honor per fets de Resistència,
- L'Orde de l'Alliberament,
- La Medalla Militar per fets de Resistència,
- La Medalla de la Resistència
- La Medalla del Reconeixement Francès per Fets de la Resistència.

Per a aquests titulars, només les accions realitzades amb posterioritat a l'atribució d'aquestes distincions poden ser preses en consideració per atorgar-los aquesta medalla.
Els receptors són examinats per una comissió de 21 membres, formada per:
- El Ministre d'Antics Combatents i de Víctimes de la guerra o el seu representant (president)
- El Gran Canceller de la Legió d'Honor o el seu representant
- El Canceller de l'Orde de l'Alliberament o el seu representant
- Un Oficial General designat pel Ministre de la Defensa Nacional
- Un representant del Ministre de Justicia
- Un representant del Ministre d'Afers Exteriors
- Un representant del Ministre de l'Interior
- 4 representants (5 al 1950, 6 des de 1951) d'associacions d'antics combatents i víctimes de guerra designats pel Ministre d'Antics Combatents i de Víctimes de la guerra.

Els titulars rebien un diploma acreditatiu explicant els motius de la concessió.
Aquesta condecoració ja no s'atorga des del 7 de juliol de 1957, i va ser atorgada 13.469 cops.

## Disseny
Una medalla de bronze de 35mm. Sobre l'anvers figura la data 1944 sobre un mapa de França, amb una cadena al voltat trencada pel nord-oest i pel sud-est per 2 esclats, simbolitzant els desembarcaments. Al revers apareix un feix de líctor, coronat per un gorro frigi, amb les inicials RF als costats i la iscripció LA FRANCE A SES LIBERATEURS al voltant.
Penja d'un galó de 36mm, amb els colors de l'Arc de Sant Martí, violat al mig i vermell als costats (agafa els colors del galó de la Medalla de la Victòria 1914-1918, però a la inversa)